# Hypena triangularis
Hypena triangularis är en fjärilsart som beskrevs av Moore 1882. Hypena triangularis ingår i släktet Hypena och familjen nattflyn. Inga underarter finns listade i Catalogue of Life.